# Како су се волеле две будале
Како су се волеле две будале је југословенски филм из 1972. године. Режирао га је Александар Ђорђевић, а сценарио је написао Душан Радовић.

## Улоге
| Глумац                 | Улога          |
| ---------------------- | -------------- |
| Милена Дравић          | Она            |
| Драган Николић         | Он             |
| Драгомир Гидра Бојанић | Саботер        |
| Петар Лупа             | Његов отац     |
| Илија Јорга            | Карате мајстор |

## Занимљивост
- Током снимања ове драме, Милена Дравић и Драган Николић су се венчали.